# Indulgenten
Als Indulgenten (frz. Indulgents, wörtlich: die Nachsichtigen) wurde eine gemäßigte Abspaltung der Cordeliers in der Französischen Revolution bezeichnet.
Unter ihnen befanden sich Georges Danton und Camille Desmoulins. Ihre Ziele waren die Beendigung des Terrors und das Bemühen um einen Frieden im Ersten Koalitionskrieg. Diese von den übrigen Cordeliers als Verrat an der Revolution gebrandmarkte Haltung führte im Sommer 1793 zur Spaltung der Cordeliers in die moderaten Indulgenten und die radikaleren Hébertisten unter Jacques-René Hébert. Zudem gerieten die Indulgenten in Gegnerschaft zu Robespierre, von dem auch die abwertend gemeinte Bezeichnung „Indulgenten“ stammt (sie selbst nannten sich wohl „Dantonisten“).
Desmoulins begann am 5. Dezember 1793 mit der Herausgabe der Zeitschrift Le Vieux Cordelier, mit der die Indulgenten Einfluss auf die öffentliche Meinung zu nehmen suchten. Anfang 1794 wuchs der politische Druck auf die Indulgenten. Am 30. März (10. Germinal) wurden die Führer der Gruppe inhaftiert und 3 Tage später begann mit der Verlesung der Anklageschrift durch Staatsanwalt Fouquier-Tinville der Prozess gegen Danton und seine Anhänger vor dem Revolutionstribunal. Vorgeworfen wurde ihnen insbesondere, geheime Kontakte zu Charles-François Dumouriez gehabt zu haben, einem früheren Revolutionsgeneral, der zu den feindlichen Koalitionstruppen übergelaufen war. Bereits am 5. April (16. Germinal) erging das Todesurteil gegen Danton und seine Anhänger. Es wurde noch am selben Tag durch die Guillotine vollstreckt.
Neben Danton starben die Angeklagten Fabre d’Églantine, François Chabot, Marie-Jean Hérault de Séchelles, Claude Basire, Joseph Delaunay, Camille Desmoulins, Pierre Philippeaux, der Abbé d’Espagnac, Junius und Emmanuel Frey, François-Joseph Westermann und Jean-François Delacroix auf dem Schafott. Damit war die Gruppe der Indulgenten vernichtet.
Ihre anfänglichen Konkurrenten, die Hébertisten, waren bereits vorher auf Betreiben Robespierres am 24. März (4. Germinal) verurteilt und exekutiert worden. Robespierre selbst überlebte die Ausschaltung seiner Gegner nur um wenige Monate; er wurde am 28. Juli Opfer des Umsturzes vom 9. Thermidor.